# 紫果冬青
紫果冬青（学名：Ilex tsoi）为冬青科冬青属下的一个种。

## 扩展阅读
- 維基物種上的相關：紫果冬青